# 河井善順
河井 善順（かわい ぜんじゅん、天保7年（1836年）-明治26年（1893年）8月20日）は、幕末から明治初期にかけての浄土真宗本願寺派の僧侶。会津若松・真龍寺10世。別名：順・智海。
子供の無い長兄の後を継いで真龍寺の住職となり、後に修学のために京都の西本願寺に入る。
禁門の変の際に配送した長州藩士を匿ったために西本願寺が京都守護職松平容保（会津藩主）によって攻撃されそうになった際に、地元出身である善順が知己の会津藩士らに懇願して攻撃を中止させた。
戊辰戦争後に会津戦争で敗れた会津藩のために奔走し、長州藩出身の新政府高官に懇願して、会津藩の特使である小出鉄之助と新政府の会談を実現させた。また、会津藩の山川健次郎・小川亮が長州藩の奥平謙輔に預けられる際に仲介の労を取った。
また、西本願寺の大講義の職に任じられて、宗派の発展にも尽くした。